# Gunde Svan
Anders Gunde Svan, född 12 januari 1962 i Dala-Järna i Järna församling, Dalarna, är en svensk före detta längdåkare och TV-programledare. Han vann fyra olympiska guldmedaljer och sju VM-guld under 1980-talet och början av 1990-talet och är en av världens främsta längdskidåkare genom tiderna.
Efter skidkarriären har Svan bland annat arbetat med TV-underhållning, i programmet Fångarna på fortet som det kanske mest kända exemplet. Mellan åren 2007 och 2009 var han landslagschef för det svenska skidlandslaget.

## Biografi

### Bakgrund och familj
Gunde Svan växte upp i Skamhed i Järna, där han idag också är bosatt. Han är son till snickaren Hilding Svan (1907–2006) och Gunnel Svan, född Liss (1918–1997). Under gymnasietiden gick han skidlinjen vid Stjerneskolan i Torsby.
Han är gift med Marie Svan och har två barn, dottern Julia Svan som var lovande junior inom längdskidåkning, samt sonen Ferry Svan som tagit JVM-guld i timbersport.
Gunde Svan gjorde sin värnplikt som spaningssoldat på I 5 i Östersund, 1982/1983, på samma idrottspluton där Torgny Mogren gjorde sin militärtjänst.

### Karriär som skidåkare

#### Tidig skidkarriär
Svans tidiga internationella framgångar inkluderar silver i junior-VM 1979, silver och brons i junior-VM 1981 och guld i junior-VM 1982. Han gjorde VM-debut i seniorsammanhang i Holmenkollen 1982. 

#### Olympiska spel
Vid Olympiska vinterspelen 1984 i Sarajevo i dåvarande Jugoslavien segrade Gunde Svan på distansen 15 kilometer individuellt samt ingick i Sveriges segrande lag i herrarnas längdskidstafett på 4×10 kilometer. Övriga lagmedlemmar var Thomas Wassberg, Benny Kohlberg och Janne Ottosson. Speciellt var att Svan på den sista sträckan startade samtidigt som ryssen, Zimjatov. Svan åkte ifrån ryssen när det var 1,5 km kvar. I backen ner mot mål föll Gunde Svan. Man såg honom i bild igen när han stakade för att få upp farten. Detta innan ryssen hann ikapp. Gunde Svan körde i ensamt majestät mot segern. För triumfen över 15 kilometer förärades Svan med Svenska Dagbladets guldmedalj.
Längdskidåkningen vid Olympiska vinterspelen 1988 i Calgary i Kanada såg länge ut att sluta i svenskt fiasko; Svan och övriga skidlöpare underpresterade kraftigt i de inledande loppen – i Gunde Svans fall kan detta tillskrivas det sjukdomstillstånd han befann sig i.[källa behövs] Herrarnas längdskidstafett skulle emellertid bli svenskarnas revansch. Janne Ottosson på första sträckan växlade som andra man efter att ha bibehållit kontakten med tätlagen. Thomas Wassberg på andra sträckan körde slut på fältet sånär som på den sovjetiske löparen som följde honom ända in till växling. Tredje sträckan blev ytterst dramatisk. Svan körde ursinnigt, och detsamma gjorde hans sovjetiske följeslagare. Svan körde sträckan snabbast av alla. Sovjetryssen föll i en utförslöpa och Svan hade tillskansat Sveriges lag en 27-sekunders ledning vid växling. Detta var behövligt för Sverige då fjärde sträckans svensk, Torgny Mogren, var sjuk. Svan, iförd träningsoverall, åkte ikapp Torgny Mogren ute i skogen med glada tillrop som "Häng i nu! Du får vila sen. Det är lugnt, jag ser honom inte än!". Prokurorov, ryssen som körde mot Torgny Mogren, trasslade in sig i sina egna skidor och föll. Torgny Mogren stod pall och Sverige försvarade OS-guldet. Mästerskapet avslutades sedan med att Gunde Svan i stor stil segrade på distansen 50 kilometer.

#### VM
I världsmästerskapssammanhang har Svan vunnit sju guld: 15 kilometer (1989), 30 kilometer  (1985 och 1991), 50 kilometer (1985 och 1989) samt ingick i Sveriges segerlag i stafett 1987 och 1989. Allra lyckligast tycks emellertid Svan ha blivit över ett silver: vid världsmästerskapen i Val di Fiemme i Italien 1991 störtade en överlycklig Svan in över mållinjen – detta då kamraten Torgny Mogren hemfört VM-guldet.

#### Världscupen
Den totala världscupen vann Gunde Svan vid fem tillfällen (1983/84–1988/89). Sammantaget vann Gunde Svan 30 världscuplopp (1983–1991) samt 22 svenska mästerskap (representerande Dala-Järna IK). Mellan åren 1965 och 1991 deltog Svan i 615 skidlopp varav han segrade i 342.
Svans envishet i spåret manifesterades kanske främst i ett lopp han inte vann. Under en femmil i norska Holmenkollen föll Svan tidigt i loppen och fick en spricka i armen. Han fullföljde ändå loppet, med nummerlappen som mitella, och placerade sig näst sist i resultatlistan. Anledningen var enligt honom själv att Sixten Jernberg aldrig brutit ett lopp och då skulle inte han heller göra det. Thomas Wassberg, då jobbande för Radiosporten, försökte två gånger stoppa Svan och få honom på andra tankar men han styrde envist förbi Wassberg.

### Efter skidåkarkarriären

#### Rallycross
Efter skidkarriären satsade Svan på rallycross. 1995 vann han ett SM-guld och ett EM-brons.

#### TV och radio
Den 3 augusti 1991 var Gunde Svan sommarpratare i Sveriges Radio

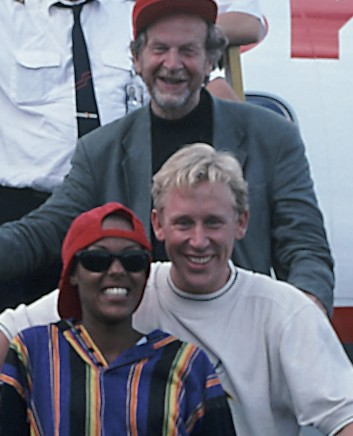
Stig Ossian Ericson, Gunde Svan och Kayo Shekoni.

Efter en avslutad skid- och rallycrosskarriär övergick Svan till TV-mediet. Han har agerat programledare för Fångarna på fortet, Gladiatorerna, Ingenting är omöjligt, I huvudet på Gunde Svan, Bingolotto med flera – allt detta i TV4. Han har också biträtt Jacob Hård med inlevelsefulla rapporter från spåren under SVT:s bevakning av längdskidsporten. 1992 populariserade han från sin bisittarplats uttrycket "ståpäls" (synonym med gåshud), vilket dock använts i vardaglig (dialektal) svenska sedan 1980-talet.
Gunde Svan medverkade även i Svenne Rubins film En handelsresandes nöd samt TV-serie Förmannen som försvann.
Under våren 2012 skulle Gunde Svan ha medverkat i SVT:s Mästarnas mästare där han enligt tidigare deltagaren Evy Palm var förhandsfavorit. På grund av sjukdom blev han dock tvungen att lämna återbud och ersattes då av ishockeyspelaren Jörgen Jönsson. År 2013 skulle han också medverka men hann inte träna upp sig så då fick ersättaren Torgny Mogren delta. Sedan dess har han tackat nej till programmet alla år.
2013 gjordes programmet I huvudet på Gunde Svan, i vilket Svan träffar kända svenska tidigare elitidrottare, samtalar med dem, tränar med dem och utmanar dem i deras egen idrott.
2018 tävlade Gunde Svan i Let's dance med Jeanette Carlsson. Han nådde där semifinal i programmet.
2021 programledde Svan Sverige mot Norge tillsammans med Petter Northug.

#### Ledarkarriär
Den 19 oktober 2007 blev det offentligt att Gunde Svan skulle bli lagledare för Sveriges skidlandslag och i maj 2008 meddelades att han blir ny förbundskapten för det svenska skidlandslaget. Knappt ett år senare i mars 2009 meddelade Svan att han bestämt sig för att avgå som förbundskapten i slutet av juni 2009. Anledningen var att Svan ville få mer tid med familjen.

## Betydelse och eftermäle
Svan mottog Svenska Dagbladets guldmedalj 1984 och Holmenkollenmedaljen 1985. Han har även röstats fram till "Århundradets idrottare i Dalarna" av lyssnarna i Sveriges Radio Dalarna, och fick motta Åke Strömmers minne på Dalarnas Idrottsförbunds gala den 4 oktober 2008. Svan fick 2025 ta emot Svenska Idrottsakademiens hederspris.